# Les Réprouvés (von Salomon)
 (janvier 2015).
Pour les articles homonymes, voir Réprouvé.
Les Réprouvés (titre original : Die Geächteten) est le premier livre de l'écrivain allemand Ernst von Salomon, paru en 1930. Il raconte, dans un style autobiographique, sa vie entre les années 1918 et 1927 au sein de l'Allemagne de Weimar.

## Résumé

### Première partie: Les Corps francs
Le jeune Ernst von Salomon sort en 1918 de l'école des cadets de Karlsruhe où il est entré en 1913 à l'âge de douze ans. L'Allemagne vient de signer l'armistice, mais pour ce jeune aspirant le combat ne fait que commencer. Entrant en contact plus étroit avec les milieux nationalistes, il s'engage au sein d'un corps franc pour aller combattre dans les territoires contestés du Duché balte uni.
Il quitte Weimar le 1er avril 1919, en compagnie de vingt-huit autres hommes sous les ordres du lieutenant Kay. Il arrive à Mitau dans le contexte des luttes de la guerre d'indépendance lettone. Au sein des forces fidèles à Andrievs Niedra, il combat dans les rangs de la compagnie Hambourg. À Tetelmünde, elle reçoit l'ordre d'attaquer Riga, tenue par les forces indépendantistes. Sur les rives de l'Eckau, ils combattent contre le régiment Liebknecht des forces communistes, à Thorensberg. Riga est reprise le 22 mai 1919.
Les combats continuent ensuite depuis Bauske, selon l'ordre de marche suivant : Baldon, Neugut, Friedrichsstadt. Mais la lutte est rude, les forces nationalistes et la Baltische Landeswehr sont défaits à Wenden. La ligne de front recule, la compagnie Hambourg est envoyée sur le lac Jegel où se livre un rude combat contre les Estoniens, incluant l'usage de l'artillerie et des gaz. Le pont sur la Düna, devant assurer la sortie des forces germano-baltes de Riga, est bombardé par la marine britannique. Ce soutien contraint bientôt les forces soutenues par l'Allemagne à signer l'armistice de Kārlis Ulmanis. Selon les termes de cet armistice, les troupes allemandes devaient se replier sur Olai, tandis que les Estoniens, venus porter secours au Lettons, se repliaient eux au-delà de leur frontière. Les troupes allemandes se retranchent dans le marais du Tirul, et sont rejoints par le 1er régiment courlandais le 24 août 1919.
Mais le major Josef Bischoff refuse que la Division de fer quitte la Courlande. Ces troupes, ainsi que des éléments de la Baltische Landeswehr, sous le commandement de Bermont-Avalof et de Judenitch, vont alors rejoindre les armées blanches du front letton, sous haut-commandement britannique. Von Salomon prend alors part aux combats contre les tirailleurs lettons à Uxkull, puis devant Mitau. Mais à la suite de la prise de Mitau par les Lettons, les formations sont dissoutes, et ce qui reste des Hambourgeois revient à Stade.

### Deuxième partie: L'Organisation Consul
Ce retour correspond à peu près à l'entrée en application du Traité de Versailles et à l'entrée des troupes françaises d'occupation en Rhénanie. Von Salomon et d'autres s'organisent pour animer le sentiment national au sein de la population : collecte de fonds, cache d'armes, contre-espionnage…
Mais un sujet appelle les nationalistes à la défense de l'unité du territoire allemand : à la suite du plébiscite en Haute-Silésie, malgré une victoire de la demande de rattachement à l'Allemagne dans une majorité des communes, une partie de la Haute-Silésie revient à la Pologne. Les minorités allemandes des communes rattachées à la Pologne sont attaquées par les insurgés polonais menés par Wojciech Korfanty. Les groupes de combat de la Baltique se reforment rapidement, sont regroupés sous le nom de Selbstschutz et combattent à Zembowitz, Rosenberg, Leschna, sous le commandement du général Karl Höfer. La bataille de l'Annaberg manque de devenir une victoire décisive pour les Allemands, mais la poursuite est annulée du fait des pressions internationales.
Les combats se terminent par un compromis, qui ne semblait toutefois pas acquis d'avance. D'une part, les insurgés silésiens recevaient des renforts des unités régulières de l'armée polonaise et des légionnaires de Józef Haller, de retour de la guerre soviéto-polonaise, et d'autre part, le gouvernement de Weimar n'apportait pas son soutien à l'initiative des nationalistes. La ligne Sforza, garantie par la Commission interalliée pour la Haute-Silésie du général français Henri Le Rond, mandatée par la Société des Nations, censée devenir la nouvelle frontière entre l'Allemagne et la Pologne, subit quelques ajustements, en laissant à l'Allemagne les districts de Beuthen, Gleiwitz, Hinderbourg.
De retour du territoire plébiscitaire, von Salomon s'implique au sein de l'Organisation Consul. Cette structure secrète agit dans l'ombre, et œuvre au maintien et au développement de la puissance de l'Allemagne. Parmi ses activités, la lutte contre le séparatisme du Palatinat et la tentative de mise en place d'une république rhénane, initiatives soutenues par Paris, la résistance au bolchevisme et le soutien au socialisme prussien, divers attentats politiques (dont un contre le chancelier Scheidemann) et contre des intérêts de l'État à Hambourg. L'action culmine avec l'assassinat de Walther Rathenau, le 24 juin 1922. La narration s'arrête un instant, remplacée par des coupures de presse de l'époque, du Berliner Tageblatt et de la Vossische Zeitung.

### Troisième partie: Années de prison
À la suite de cette dernière action, l'O.C. est fortement ébranlée. Les auteurs de l'assassinat, Erwin Kern et Hermann Fischer, sont assiégés au château de Saalek à Bad Kösen, où ils trouvent la mort le 17 juillet 1922. Le chauffeur, Ernst Werner Techow, fuit l'Allemagne, mais est finalement retrouvé, jugé et condamné à quinze ans de prison. La Bayrische Holzverwertungsgesellschaft (société bavaroise d'exploitation des bois), société écran de l'O.C., est démantelée, et ses membres sont dispersés.
Von Salomon, quant à lui, est condamné à cinq ans de forteresse par le Tribunal d'État pour la sauvegarde de la République, dont il nie la légitimité puisque ne s'appuyant pas sur ses valeurs, pour complicité lors de l'assassinat de Rathenau — il avait fourni une voiture, mais Kern et Fisher en avaient préféré une autre. Son expérience de la prison est très dure ; il est déconnecté du temps qui passe et des événements qui se passent en cette Allemagne pour laquelle il est convaincu de s'être battu.
Il est à nouveau jugé à Marbourg pour sa tentative de meurtre sur un ancien membre de l'O.C., Weigelt. Il est renvoyé en prison, condamné à trois ans pour coups et blessures aggravés, et finit de purger sa peine à Marbourg. Il est finalement libéré à l'issue des cinq ans prévus initialement, et s'ouvre alors à lui une nouvelle vie sur une Allemagne qui commence à redémarrer, après l'hyperinflation et dans le chaos politique ambiant.